# (38840) 2000 SH39
2000 SH39 (asteroide 38840) é um asteroide da cintura principal. Possui uma excentricidade de 0.19238660 e uma inclinação de 13.65244º.
Este asteroide foi descoberto no dia 24 de setembro de 2000 por LINEAR em Socorro.